# 正隆元寶

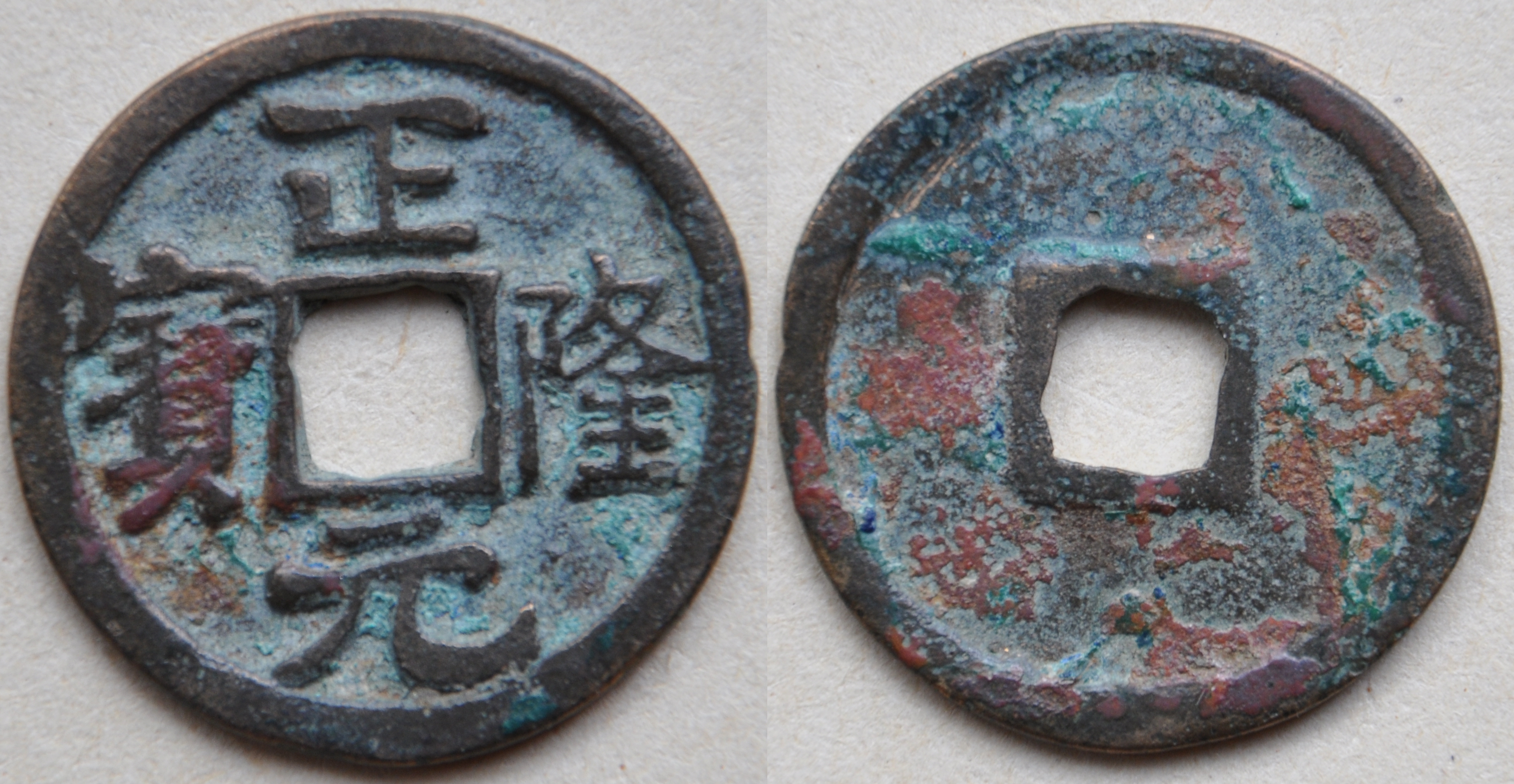
正隆元宝

正隆元寳是金代第一個自鑄的流通金屬貨幣。铸于正隆三年至六年（1158～1161年），有青铜、铁、锡、银四种材质。
金代紙幣的發行早於銅幣，金代起初沒有自鑄銅錢，而是通用遼、宋的舊錢，刘豫投降建立伪齐後兼用阜昌钱。金熙宗即位后曾试铸天眷通宝和皇统元宝钱，但未流通，仅有几枚出土传世。
海陵王正隆二年（1157年），金開始鑄造正隆元寳。《金史‧食貨志》中將“正隆元寳”誤載成“正隆通寶”。常見的版式依「正」字有無連筆可分為「四筆正隆」與「五筆正隆」，此外也有其它較少見的版式。